# Cúp các câu lạc bộ đoạt cúp bóng đá quốc gia châu Á 1999–2000
Đội vô địch Cúp các câu lạc bộ đoạt cúp bóng đá quốc gia châu Á 1999–2000, giải thi đấu bóng đá được tổ chức bởi AFC, được liệt kê bên dưới.

## Vòng Một

### Tây Á
| Đội 1             | TTS         | Đội 2     | Lượt đi | Lượt về |
| ----------------- | ----------- | --------- | ------- | ------- |
| Esteghlal         | 15–0        | Homenmen  | 7–0     | 8–0     |
| Al Arabi          | (w/o)1      | Al-Zawraa |         |         |
| Al Ittihad        | 1–4         | Al Rayyan | 0–2     | 1–2     |
| Al Jaish          | 2–2 (a)     | Al Ain    | 0–1     | 2–1     |
| Kaisar Hurricane  | 3–3 (4–3 p) | Khujand   | 3–0     | 0–3     |
| Al Ahli           | miễn đấu    |           |         |         |
| Al Ittihad        | miễn đấu    |           |         |         |
| Navbahor Namangan | miễn đấu    |           |         |         |

1 Al Arabi bỏ cuộc

### Đông Á
| Đội 1       | TTS | Đội 2                         | Lượt đi | Lượt về |
| ----------- | --- | ----------------------------- | ------- | ------- |
| New Radiant | 1–4 | Công An Thành Phố Hồ Chí Minh | 1–3     | 0–1     |

## Vòng Hai

### Tây Á
| Đội 1            | TTS | Đội 2             | Lượt đi | Lượt về |
| ---------------- | --- | ----------------- | ------- | ------- |
| Al Ittihad       | 2–1 | Esteghlal         | 1–0     | 1–1     |
| Al-Zawraa        | 7–2 | Al Rayyan         | 5–2     | 2–0     |
| Al Ahli          | 3–0 | Al-Jaish          | 1–0     | 2–0     |
| Kaisar Hurricane | 2–3 | Navbahor Namangan | 2–2     | 0–1     |

### Đông Á
| Đội 1                         | TTS    | Đội 2              | Lượt đi | Lượt về |
| ----------------------------- | ------ | ------------------ | ------- | ------- |
| Shanghai Shenhua              | 0–2    | Shimizu S-Pulse    | 0–0     | 0–2     |
| Sembawang Rangers             | (w/o)1 | Anyang LG Cheetahs |         |         |
| Công An Thành Phố Hồ Chí Minh | 1–4    | South China        | 1–1     | 0–3     |
| Bangkok Bank                  | 6–0    | Persebaya Surabaya | 5–0     | 1–0     |

1 Sembawang Rangers bỏ cuộc trước lượt đi

## Tứ kết

### Tây Á
| Đội 1      | TTS  | Đội 2             | Lượt đi | Lượt về |
| ---------- | ---- | ----------------- | ------- | ------- |
| Al Ittihad | 1–2  | Al-Zawraa         | 1–2     | 0–0     |
| Al Ahli    | 6–31 | Navbahor Namangan | 6–1     | 0–2     |

1 Al Ahli bỏ cuộc ở bán kết và được thay bởi Navbahor Namangan; sau đó họ bị cấm thi đấu một năm tại các giải bóng đá câu lạc bộ châu Á

### Đông Á
| Đội 1           | TTS | Đội 2              | Lượt đi | Lượt về |
| --------------- | --- | ------------------ | ------- | ------- |
| Shimizu S-Pulse | 5–2 | Anyang LG Cheetahs | 3–1     | 2–1     |
| South China     | 3–5 | Bangkok Bank       | 3–2     | 0–3     |

## Bán kết
|  | 0–0 (h.p., 4 PK 2) |  |
|  | ------------------ |  |
|  |                    |  |

|                                     | 2–1 |                     |
| ----------------------------------- | --- | ------------------- |
| Ahmed Sabie 45' · Husham Fiead 102' |     | Sherzod Nazarov 36' |

## Trận tranh hạng ba
|                                                                                      | 3–1 |  |
| ------------------------------------------------------------------------------------ | --- |  |
| Apichart Thaweechalermdit 4' (p) · Apiruck Sriaroon 36' · Nawee Hatihakreangkrai 38' |     |  |

## Chung kết
|                  | 1–0 |  |
| ---------------- | --- |  |
| Shohei Ikeda 74' |     |  |

## Đội vô địch
| Cúp các câu lạc bộ đoạt cúp bóng đá quốc gia châu Á 1999–2000 Shimizu S-Pulse Danh hiệu đầu tiên |